# Anabarhynchus fuscoapicatus
Anabarhynchus fuscoapicatus är en tvåvingeart som beskrevs av Lyneborg 2001. Anabarhynchus fuscoapicatus ingår i släktet Anabarhynchus och familjen stilettflugor. Inga underarter finns listade i Catalogue of Life.